# Fislis
Fislis é uma comuna francesa na região administrativa de Grande Leste, no departamento Alto Reno. Estende-se por uma área de 7,6 km². Em 2010 a comuna tinha 412 habitantes (densidade: 54,2 hab./km²).